# Olympische Sommerspiele 1960/Leichtathletik – 100 m (Frauen)

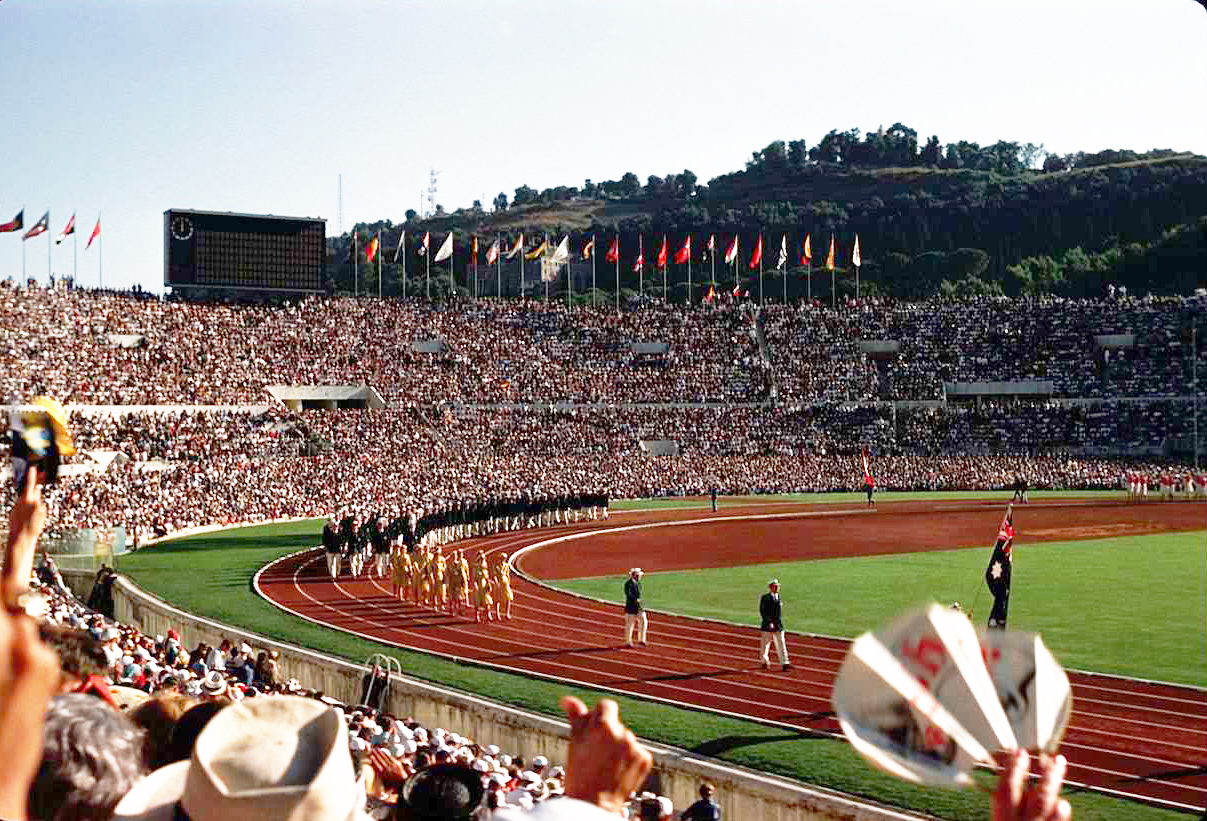
Das Olympiastadion während der Eröffnungsfeier

Der 100-Meter-Lauf der Frauen bei den Olympischen Spielen 1960 in Rom wurde am 1. und 2. September 1960 im Stadio Olimpico ausgetragen. 31 Athletinnen nahmen teil.
Olympiasiegerin wurde die US-Amerikanerin Wilma Rudolph. Sie gewann vor der Britin Dorothy Hyman und der Italienerin Giuseppina Leone.
Athletinnen aus der Schweiz und Österreich nahmen nicht teil. Drei deutsche Sprinterinnen gingen an den Start. Brunhilde Hendrix erreichte das Halbfinale und schied dort als Fünfte aus. Gisela Birkemeyer, frühere Gisela Köhler, scheiterte als Vierte im Viertelfinale. Hannelore Raepke qualifizierte sich ebenfalls für das Viertelfinale, trat dort jedoch nicht an.

## Rekorde

### Bestehende Rekorde
| Weltrekord         | 11,3 s | Shirley de la Hunty ( Australien) | Warschau, Polen                   | 4. August 1955     |
| Weltrekord         | 11,3 s | Wera Krepkina ( Sowjetunion)      | Kiew, Sowjetunion (heute Ukraine) | 13. September 1958 |
| Olympischer Rekord | 11,4 s | Betty Cuthbert ( Australien)      | Dritter Vorlauf OS Melbourne      | 24. November 1956  |

### Rekordegalisierung / -verbesserung
Die spätere Olympiasiegerin Wilma Rudolph, USA, verbesserte den bestehenden olympischen Rekord im ersten Halbfinale am 2. September bei einem Rückenwind von 0,8 m/s um eine Zehntelsekunde auf 11,3 s. Damit egalisierte sie gleichzeitig den bestehenden Weltrekord.
Das Finale fand bei einer unzulässigen Windunterstützung von 2,75 m/s statt, sodass die dort erzielten Zeiten nicht bestenlistenreif waren. Wilma Rudolph gewann dieses Rennen in 11,0 s.

## Durchführung des Wettbewerbs
31 Athletinnen traten am 1. September zu sieben Vorläufen an. Die jeweils vier Laufbesten – hellblau unterlegt – qualifizierten sich für das Viertelfinale am selben Tag. Ob es wirklich notwendig war, diese Runde in dieser Form anzusetzen, erscheint angesichts von nur drei ausscheidenden Teilnehmerinnen etwas fragwürdig.
Aus dem Viertelfinale erreichten die jeweils drei besten Läuferinnen – wiederum hellblau unterlegt – das Halbfinale. Die beiden Vorentscheidungen und das Finale wurden am 2. September durchgeführt. Aus den Halbfinals kamen die jeweils drei schnellsten Wettbewerberinnen – hellblau unterlegt – ins Finale.

## Zeitplan
1. September, 09:00 Uhr: Vorläufe

1. September, 15:00 Uhr: Viertelfinale

2. September, 15:00 Uhr: Halbfinale

2. September, 16:20 Uhr: Finale

## Vorläufe
Datum: 1. September 1960, ab 9:00 Uhr

### Vorlauf 1
| Platz | Name             | Nation         | Offizielle Zeit handgestoppt | Inoffizielle Zeit elektronisch |
| ----- | ---------------- | -------------- | ---------------------------- | ------------------------------ |
| 1     | Giuseppina Leone | Italien        | 11,7 s                       | 11,87 s                        |
| 2     | Barbara Jones    | USA            | 11,8 s                       | 11,91 s                        |
| 3     | Eleanor Haslam   | Kanada         | 12,0 s                       | 12,21 s                        |
| 4     | Elizabeth Jenner | Großbritannien | 12,2 s                       | 12,39 s                        |
| DNS   | Ulla Flegel      | Österreich     |                              |                                |

### Vorlauf 2
| Platz | Name            | Nation      | Offizielle Zeit handgestoppt | Inoffizielle Zeit elektronisch |
| ----- | --------------- | ----------- | ---------------------------- | ------------------------------ |
| 1     | Patricia Duggan | Australien  | 11,9 s                       | 12,18 s                        |
| 2     | Mona Sulaiman   | Philippinen | 12,1 s                       | 12,40 s                        |
| 3     | Vivi Markussen  | Dänemark    | 12,2 s                       | 12,53 s                        |
| 4     | Nancy Lewington | Kanada      | 12,4 s                       | 12,67 s                        |
| DNS   | Erzsébet Heldt  | Ungarn      |                              |                                |
| DNS   | Irina Press     | Sowjetunion |                              |                                |

### Vorlauf 3
| Platz | Name             | Nation      | Offizielle Zeit handgestoppt | Inoffizielle Zeit elektronisch | Anmerkung |
| ----- | ---------------- | ----------- | ---------------------------- | ------------------------------ | --------- |
| 1     | Marija Itkina    | Sowjetunion | 11,7 s                       | 11,83 s                        |           |
| 2     | Marlene Mathews  | Australien  | 12,0 s                       | 12,10 s                        |           |
| 3     | Olga Šikovec     | Jugoslawien | 10,5 s                       | 10,75 s                        | ???       |
| 4     | Carlota Gooden   | Panama      | 12,2 s                       | 12,36 s                        |           |
| DNS   | Antónia Munkácsi | Ungarn      |                              |                                |           |

### Vorlauf 4
| Platz | Name              | Nation           | Offizielle Zeit handgestoppt | Inoffizielle Zeit elektronisch |
| ----- | ----------------- | ---------------- | ---------------------------- | ------------------------------ |
| 1     | Jenny Smart       | Großbritannien   | 11,9 s                       | 12,04 s                        |
| 2     | Betty Cuthbert    | Australien       | 12,1 s                       | 12,21 s                        |
| 3     | Valerie Morgan    | Neuseeland       | 12,5 s                       | 12,61 s                        |
| 4     | Sneschana Kerkowa | Bulgarien        | 12,6 s                       | 12,66 s                        |
| DNS   | Alena Stolzová    | Tschechoslowakei |                              |                                |

### Vorlauf 5

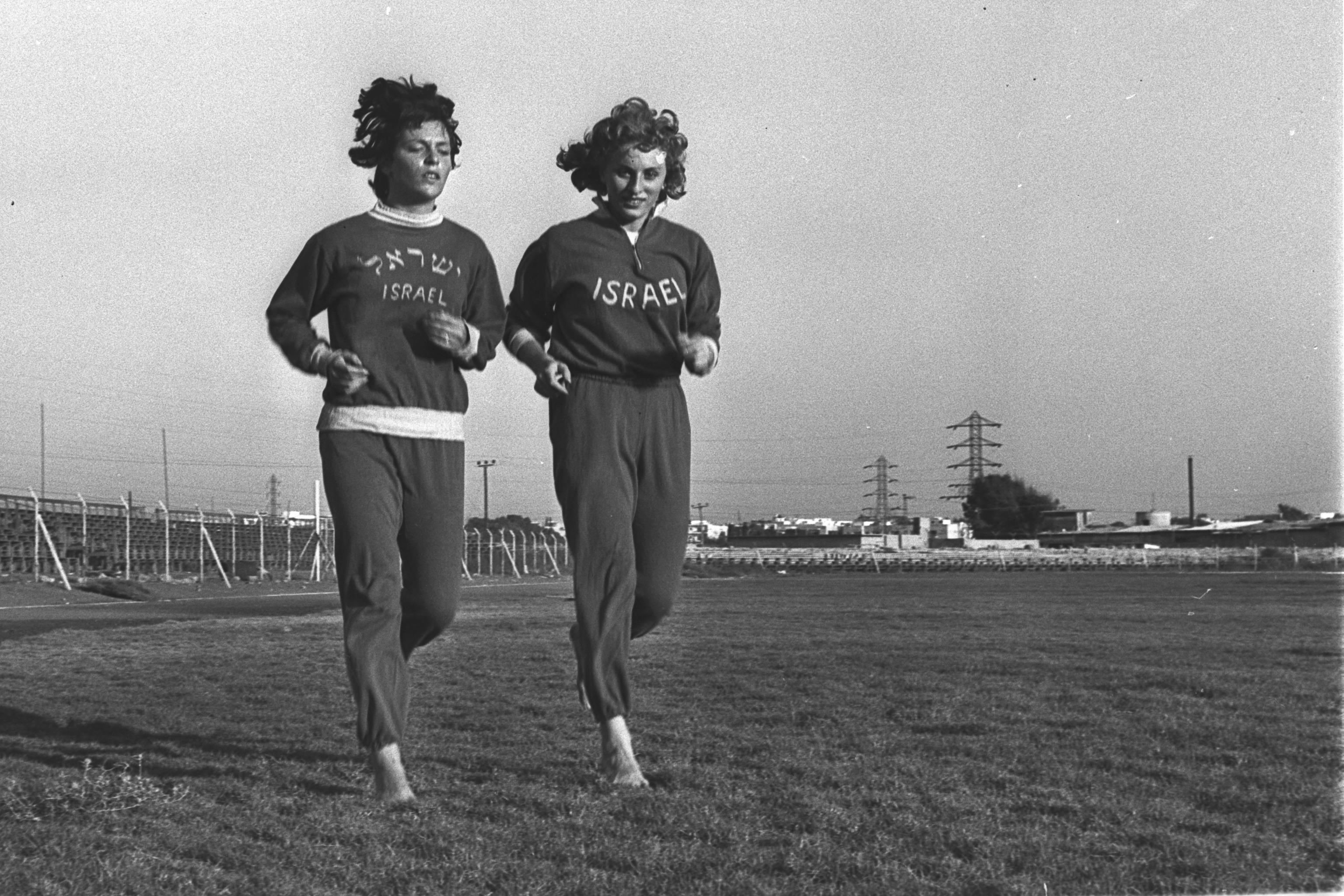
Ilana Adir (rechts) – ausgeschieden als Sechste des fünften Vorlaufs

Mit sechzehn Jahren war die Kanadierin Valerie Jerome die jüngste Teilnehmerin in der olympischen Leichtathletik von Rom.
| Platz | Name                 | Nation         | Offizielle Zeit handgestoppt | Inoffizielle Zeit elektronisch |
| ----- | -------------------- | -------------- | ---------------------------- | ------------------------------ |
| 1     | Dorothy Hyman        | Großbritannien | 11,8 s                       | 11,98 s                        |
| 2     | Gisela Birkemeyer    | Deutschland    | 12,2 s                       | 12,31 s                        |
| 3     | Jean Holmes-Mitchell | Panama         | 12,4 s                       | 12,52 s                        |
| 4     | Valerie Jerome       | Kanada         | 12,5 s                       | 12,58 s                        |
| 5     | Maeve Kyle           | Irland         | 12,5 s                       | 12,59 s                        |
| 6     | Ilana Adir           | Israel         | 12,9 s                       | 13,04 s                        |

### Vorlauf 6
| Platz | Name                  | Nation      | Offizielle Zeit handgestoppt | Inoffizielle Zeit elektronisch |
| ----- | --------------------- | ----------- | ---------------------------- | ------------------------------ |
| 1     | Wilma Rudolph         | USA         | 11,5 s                       | 11,65 s                        |
| 2     | Catherine Capdevielle | Frankreich  | 11,8 s                       | 11,94 s                        |
| 3     | Halina Herrmann       | Polen       | 12,0 s                       | 12,13 s                        |
| 4     | Hannelore Raepke      | Deutschland | 12,3 s                       | 12,45 s                        |
| DNS   | Siloo Mystri          | Indien      |                              |                                |

### Vorlauf 7
| Platz | Name              | Nation      | Offizielle Zeit handgestoppt | Inoffizielle Zeit elektronisch |
| ----- | ----------------- | ----------- | ---------------------------- | ------------------------------ |
| 1     | Wera Krepkina     | Sowjetunion | 11,8 s                       | 11,97 s                        |
| 2     | Brunhilde Hendrix | Deutschland | 11,8 s                       | 11,99 s                        |
| 3     | Teresa Ciepły     | Polen       | 12,1 s                       | 12,25 s                        |
| 4     | Martha Hudson     | USA         | 12,2 s                       | 12,33 s                        |
| 5     | Aycan Önel        | Türkei      | 13,4 s                       | 13,59 s                        |

## Viertelfinale
Datum: 1. September 1960, ab 15:00 Uhr

### Lauf 1

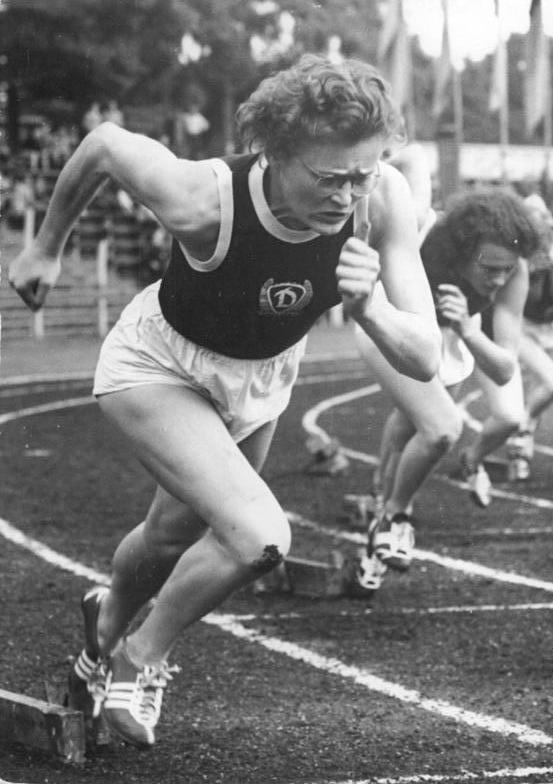
Gisela Birkemeyer, frühere Gisela Köhler, schied als Vierte des ersten Viertelfinals aus

| Platz | Name              | Nation      | Offizielle Zeit handgestoppt | Inoffizielle Zeit elektronisch |
| ----- | ----------------- | ----------- | ---------------------------- | ------------------------------ |
| 1     | Wilma Rudolph     | USA         | 11,5 s                       | 11,70 s                        |
| 2     | Wera Krepkina     | Sowjetunion | 12,0 s                       | 12,14 s                        |
| 3     | Marlene Mathews   | Australien  | 12,1 s                       | 12,25 s                        |
| 4     | Gisela Birkemeyer | Deutschland | 12,1 s                       | 12,26 s                        |
| 5     | Eleanor Haslam    | Kanada      | 12,3 s                       | 12,46 s                        |
| 6     | Mona Sulaiman     | Philippinen | 12,4 s                       | 12,54 s                        |
| 7     | Valerie Morgan    | Neuseeland  | 12,5 s                       | 12,66 s                        |

### Lauf 2
| Platz | Name                 | Nation         | Offizielle Zeit handgestoppt | Inoffizielle Zeit elektronisch |
| ----- | -------------------- | -------------- | ---------------------------- | ------------------------------ |
| 1     | Marija Itkina        | Sowjetunion    | 11,7 s                       | 11,88 s                        |
| 2     | Brunhilde Hendrix    | Deutschland    | 11,9 s                       | 10,37 s                        |
| 3     | Halina Herrmann      | Polen          | 11,9 s                       | 12,10 s                        |
| 4     | Patricia Duggan      | Australien     | 12,2 s                       | 12,32 s\|                      |
| 5     | Jean Holmes-Mitchell | Panama         | 12,3 s                       | 12,39 s                        |
| 6     | Elizabeth Jenner     | Großbritannien | 12,4 s                       | 12,50 s                        |
| 7     | Sneschana Kerkowa    | Bulgarien      | 12,7 s                       | 12,80 s                        |

### Lauf 3

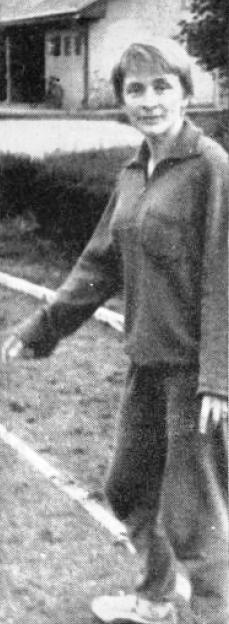
Olga Šikovec – ausgeschieden als Fünfte des dritten Viertelfinals
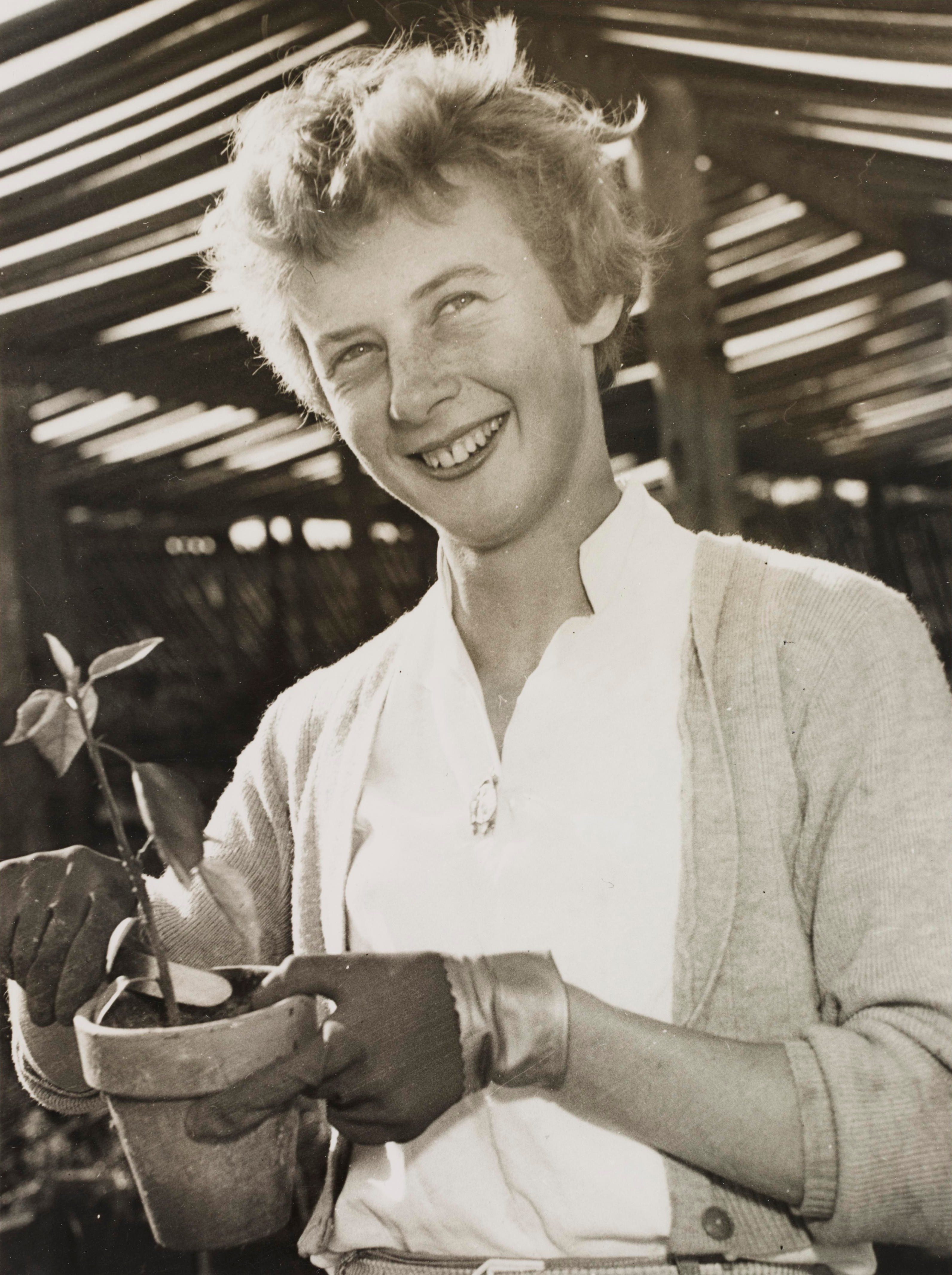
Die dreifache Olympiasiegerin von 1956 Betty Cuthbert erreichte verletzungsbedingt als Vierte des vierten Viertelfinals nicht das Halbfinale
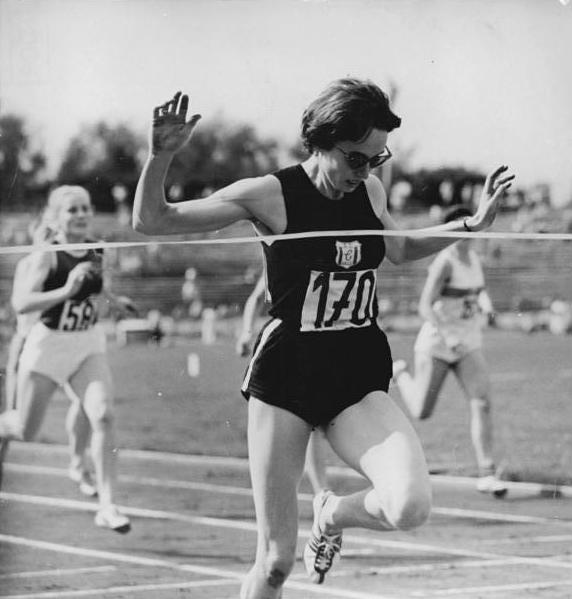
Hannelore Raepke qualifizierte sich für das vierte Viertelfinalrennen, trat dort jedoch nicht an

| Platz | Name                  | Nation         | Offizielle Zeit handgestoppt | Inoffizielle Zeit elektronisch |
| ----- | --------------------- | -------------- | ---------------------------- | ------------------------------ |
| 1     | Giuseppina Leone      | Italien        | 12,0 s                       | 12,11 s                        |
| 2     | Catherine Capdevielle | Frankreich     | 12,0 s                       | 12,16 s                        |
| 3     | Jenny Smart           | Großbritannien | 12,0 s                       | 12,17 s                        |
| 4     | Martha Hudson         | USA            | 12,2 s                       | 12,30 s                        |
| 5     | Olga Šikovec          | Jugoslawien    | 12,5 s                       | 12,61 s                        |
| 6     | Carlota Gooden        | Panama         | 12,6 s                       | 12,70 s                        |
| 7     | Nancy Lewington       | Kanada         | 13,1 s                       | 13,23 s                        |

### Lauf 4
| Platz | Name             | Nation         | Offizielle Zeit handgestoppt | Inoffizielle Zeit elektronisch |
| ----- | ---------------- | -------------- | ---------------------------- | ------------------------------ |
| 1     | Dorothy Hyman    | Großbritannien | 11,6 s                       | 11,77 s                        |
| 2     | Barbara Jones    | USA            | 11,9 s                       | 12,02 s                        |
| 3     | Teresa Ciepły    | Polen          | 12,0 s                       | 12,14 s                        |
| 4     | Betty Cuthbert   | Australien     | 12,0 s                       | 12,18 s                        |
| 5     | Valerie Jerome   | Kanada         | 12,4 s                       | 12,50 s                        |
| 6     | Vivi Markussen   | Dänemark       | 12,4 s                       | 12,56 s                        |
| DNS   | Hannelore Raepke | Deutschland    |                              |                                |

## Halbfinale
Datum: 2. September 1960, ab 15:00 Uhr

### Lauf 1

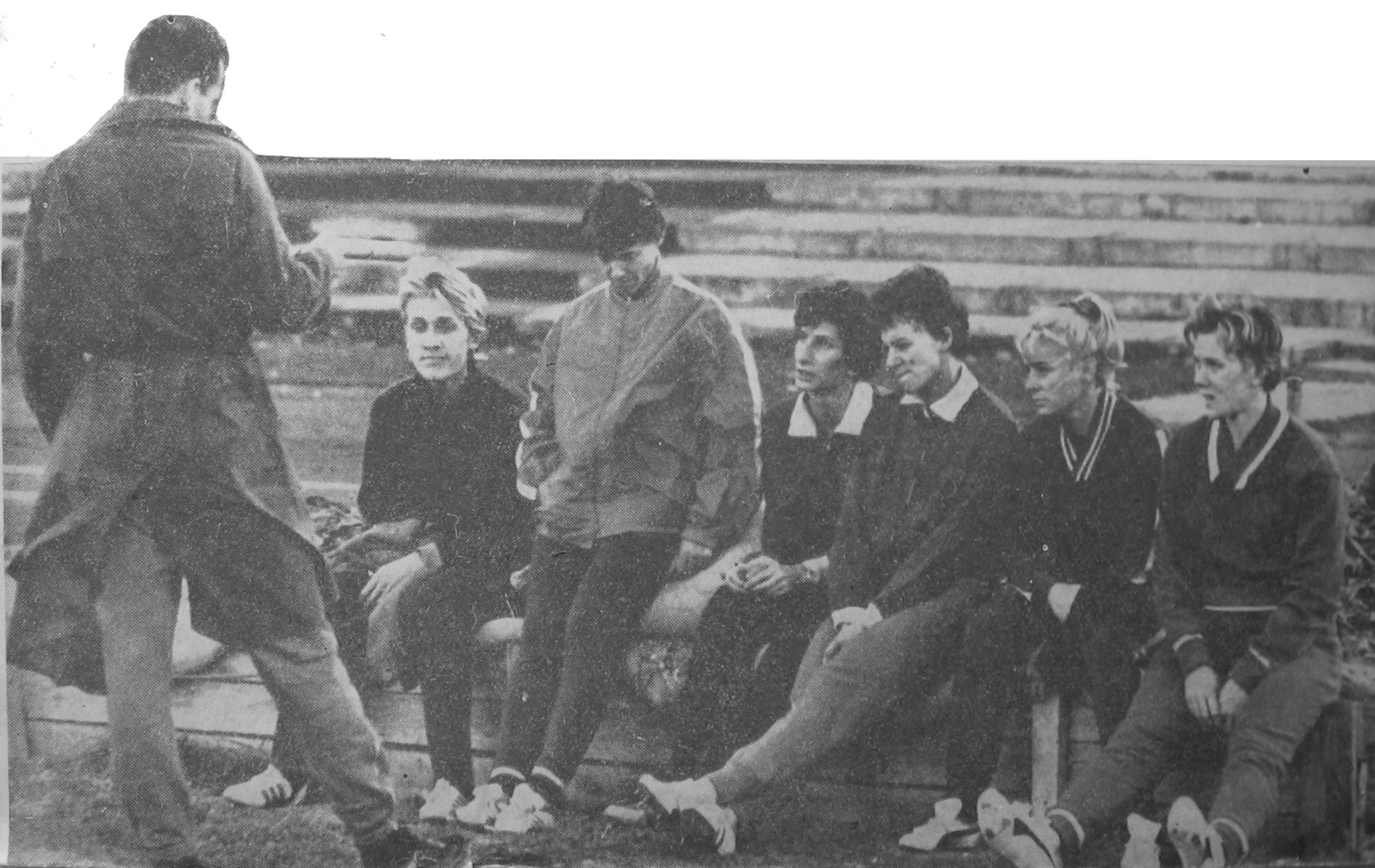
Halina Herrmann, frühere Halina Górecka (Dritte von rechts) – schied als Vierte des ersten Halbfinals aus
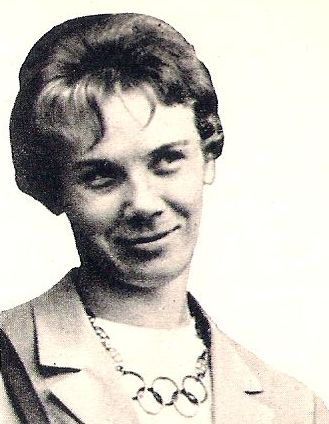
Teresa Ciepły – ausgeschieden als Fünfte des zweiten Halbfinals

Wind: +0,8 m/s
| Platz | Name              | Nation         | Offizielle Zeit handgestoppt | Inoffizielle Zeit elektronisch |
| ----- | ----------------- | -------------- | ---------------------------- | ------------------------------ |
| 1     | Wilma Rudolph     | USA            | 11,3 s WRe / OR              | 11,41 s                        |
| 2     | Giuseppina Leone  | Italien        | 11,6 s                       | 11,71 s                        |
| 3     | Jenny Smart       | Großbritannien | 11,8 s                       | 11,89 s                        |
| 4     | Halina Herrmann   | Polen          | 11,8 s                       | 11,93 s                        |
| 5     | Brunhilde Hendrix | Deutschland    | 11,9 s                       | 11,99 s                        |
| 6     | Wera Krepkina     | Sowjetunion    | 12,0 s                       | 12,08 s                        |

### Lauf 2
Wind: +0,6 m/s
| Platz | Name                  | Nation         | Offizielle Zeit handgestoppt | Inoffizielle Zeit elektronisch |
| ----- | --------------------- | -------------- | ---------------------------- | ------------------------------ |
| 1     | Dorothy Hyman         | Großbritannien | 11,5 s                       | 11,65 s                        |
| 2     | Marija Itkina         | Sowjetunion    | 11,7 s                       | 11,78 s                        |
| 3     | Catherine Capdevielle | Frankreich     | 11,7 s                       | 11,82 s                        |
| 4     | Barbara Jones         | USA            | 11,7 s                       | 11,84 s                        |
| 5     | Teresa Ciepły         | Polen          | 11,9 s                       | 12,05 s                        |
| 6     | Marlene Mathews       | Australien     | 11,9 s                       | 12,05 s                        |

## Finale

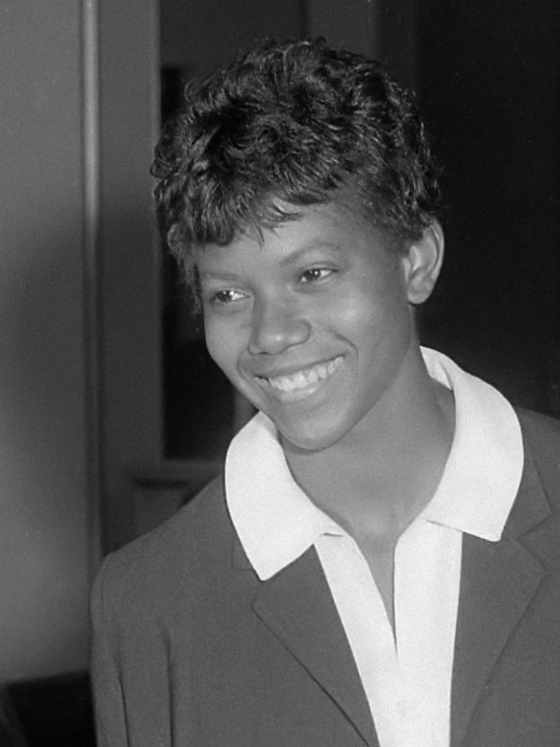
Wilma Rudolph, Sprintkönigin von Rom, gewann ihre erste von drei Goldmedaillen
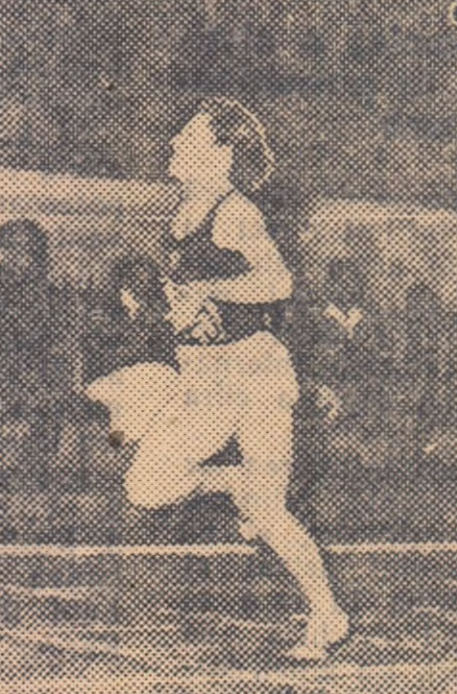
Marija Itkina kam auf den vierten Platz

Datum: 2. September 1960, 16:20 Uhr

Wind: +2,75 m/s
| Platz | Name                  | Nation         | Offizielle Zeit handgestoppt | Inoffizielle Zeit elektronisch | Anmerkung                                                                     |
| ----- | --------------------- | -------------- | ---------------------------- | ------------------------------ | ----------------------------------------------------------------------------- |
| 1     | Wilma Rudolph         | USA            | 11,0 s                       | 11,18 s                        | Zeiten wegen des zu starken Rückenwindes von 2,75 m/s nicht bestenlistenfähig |
| 2     | Dorothy Hyman         | Großbritannien | 11,3 s                       | 11,43 s                        | Zeiten wegen des zu starken Rückenwindes von 2,75 m/s nicht bestenlistenfähig |
| 3     | Giuseppina Leone      | Italien        | 11,3 s                       | 11,48 s                        | Zeiten wegen des zu starken Rückenwindes von 2,75 m/s nicht bestenlistenfähig |
| 4     | Marija Itkina         | Sowjetunion    | 11,4 s                       | 11,54 s                        | Zeiten wegen des zu starken Rückenwindes von 2,75 m/s nicht bestenlistenfähig |
| 5     | Catherine Capdevielle | Frankreich     | 11,5 s                       | 11,64 s                        | Zeiten wegen des zu starken Rückenwindes von 2,75 m/s nicht bestenlistenfähig |
| 6     | Jenny Smart           | Großbritannien | 11,6 s                       | 11,72 s                        | Zeiten wegen des zu starken Rückenwindes von 2,75 m/s nicht bestenlistenfähig |

Die australische Olympiasiegerin von 1956 Betty Cuthbert laborierte an einer Verletzung und schied schon früh im Viertelfinale aus. Die Favoritenrolle fiel nun der US-Läuferin Wilma Rudolph zu, die im Halbfinale den Weltrekord eingestellt hatte.
Die 20-jährige Afroamerikanerin lag vom Start weg in Führung und gewann das Rennen hoch überlegen mit drei Zehntelsekunden vor den beiden offiziell zeitgleichen Läuferinnen Dorothy Hyman aus Großbritannien und Giuseppina Leone aus Italien. Die im Finale erzielten Klassezeiten waren wegen eines zu starken Rückenwindes von 2,75 m/s nicht bestenlistenfähig.
Wilma Rudolph, die noch zwei weitere Goldmedaillen in Rom gewinnen sollte, wurde wegen ihres Laufstils „schwarze Gazelle“ genannt.
Giuseppina Leone gewann die erste italienische Medaille über 100 Meter.

## Videolinks
- Wilma Rudolph Beats Polio To Become Olympic Champion - Rome 1960 Olympics, youtube.com, abgerufen am 30. August 2021
- Wilma Rudolph at Rome 1960 | Epic Olympic Moments, Bereich 0:00 min – 0:26 min, youtube.com, abgerufen am 21. Oktober 2017